# Armeria aspromontana
Armeria aspromontana  är en triftväxtart som beskrevs av Salvatore Brullo, Fabrizio Scelsi och Giovanni Spampinato. Armeria aspromontana ingår i släktet triftar, och familjen triftväxter.
Inga underarter finns listade i Catalogue of Life.